# Урцулеи
Урцуле́и, Урдзуле́и (итал. Urzulei, сард. Orthullè) — коммуна в Италии, располагается в регионе Сардиния, в провинции Нуоро.
Население составляет 1 183  человека (30-6-2019), плотность населения составляет 9,13  чел./км². Занимает площадь 129,64 км². Почтовый индекс — 8040. Телефонный код — 0782.
Покровителем коммуны почитается святой Георгий Победоносец, празднование в третье воскресение августа.

## Демография
Динамика населения:

## Администрация коммуны
- Официальный сайт: https://web.archive.org/web/20060808190049/http://www.comunediurzulei.it/

## Примечание
1. ↑  Statistiche demografiche ISTAT. demo.istat.it. Дата обращения: 25 ноября 2019. Архивировано из оригинала 24 июля 2019 года.